# Злокучене (Софійська область)
Злоку́чене (болг. Злокучене) — село в Софійській області Болгарії. Входить до складу общини Самоков.

## Населення
За даними перепису населення 2011 року у селі проживали 286 осіб, усі — болгари.
Розподіл населення за віком у 2011 році:
Динаміка населення: